# Тендиноз
Тендиноз — заболевание сухожилий и связок дегенеративно-дистрофического характера, при котором происходит их истончение, изнашивание, хрупкость. В отличие от тендинита, который сопровождается острым или подострым воспалением сухожильных волокон, при тендинозе воспаления не происходит или слабо выраженное. Могут поражаться сухожилия в области голеностопного, локтевого, плечевого и тазобедренного сустава, пяточной кости (например, Ахиллово сухожилие). 